# 斯瓦勒夫市镇
斯瓦勒夫市镇（瑞典語：Svalövs kommun）是瑞典南部斯科讷省的一个市镇。其治所位于斯瓦勒夫。